# Xàbia

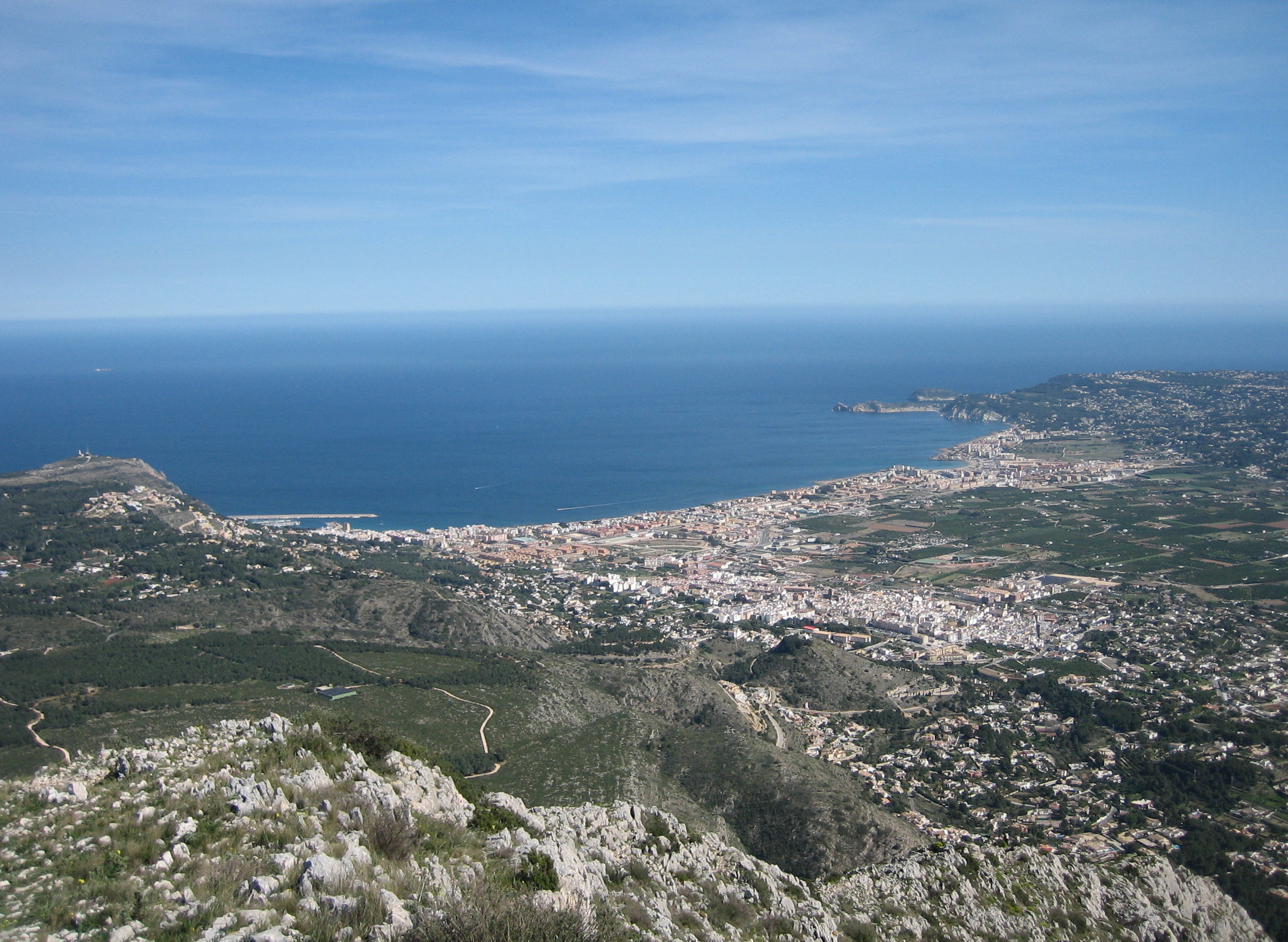
Xàbia

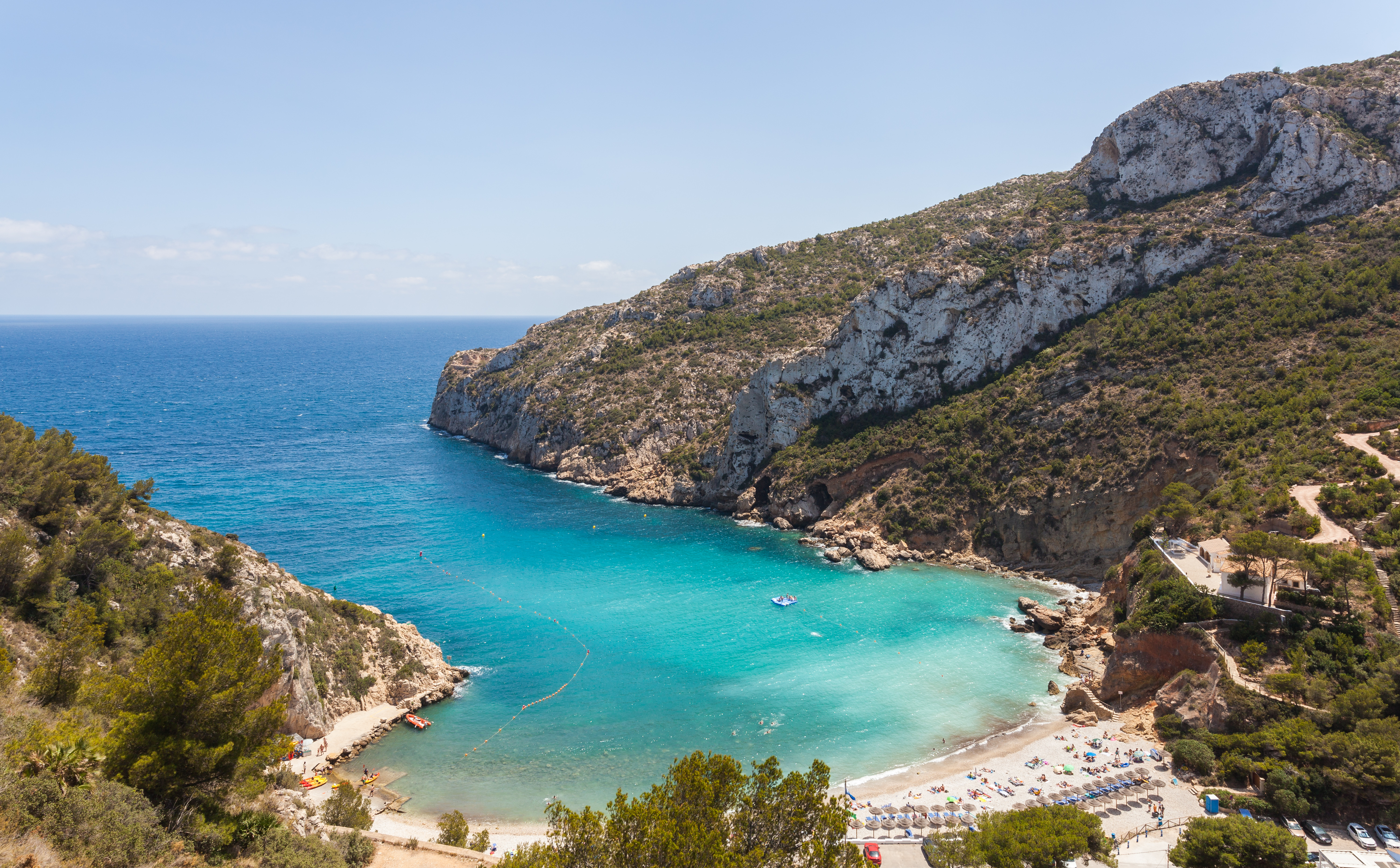
Plage de la Granadella

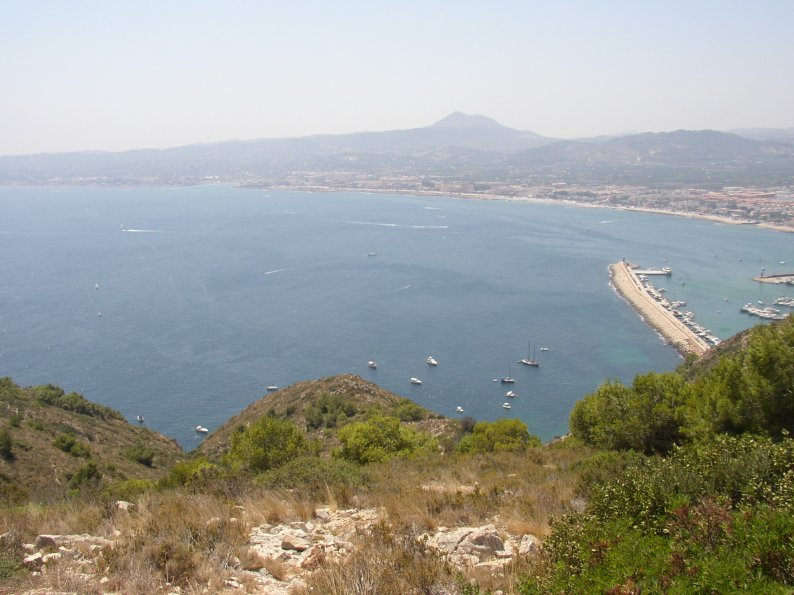
Xàbia

Xàbia, en valencien, ou Jávea, en castillan (dénomination officielle bilingue depuis le 27 juin 1985,), est une commune d'Espagne de la province d'Alicante dans la Communauté valencienne. Xàbia est située au nord de la côte de la province, dans la comarque de la Marina Alta. Elle appartient à la zone à prédominance linguistique valencienne.

## Géographie

Localisation de Xàbia
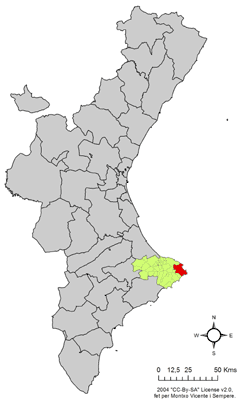
dans la Communauté valencienne.
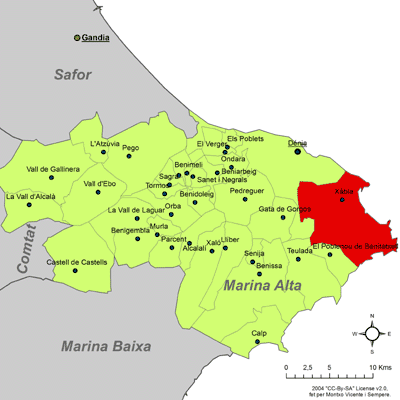
dans la comarque de la Marina Alta.

Localités limitrophes :
Le territoire municipal de Xàbia est voisin de celui des communes suivantes : Dénia, El Poble Nou de Benitatxell et Teulada, toutes situées dans la province d'Alicante.

## Démographie
| 1857  | 1887  | 1900  | 1910  | 1920  | 1930  | 1940  | 1950  | 1960  |
| ----- | ----- | ----- | ----- | ----- | ----- | ----- | ----- | ----- |
| 1 339 | 2 018 | 6 606 | 5 866 | 6 072 | 5 503 | 6 136 | 5 941 | 6 029 |

| 1970  | 1981   | 1991   | 2000   | 2006   | 2013   | - | - | - |
| ----- | ------ | ------ | ------ | ------ | ------ | - | - | - |
| 7 130 | 10 964 | 16 603 | 24 645 | 29 279 | 33 149 | - | - | - |

## Administration
Liste des maires, depuis les premières élections démocratiques.
| Législature | Nom du maire                                               | Parti politique |
| ----------- | ---------------------------------------------------------- | --------------- |
| 1979-1983   | Enrique Bas Espinos                                        | PSPV-PSOE       |
| 1983-1987   | Enrique Bas Espinos                                        | PSPV-PSOE       |
| 1987-1991   | Enrique Bas Espinos                                        | PSPV-PSOE       |
| 1991-1995   | Juan Bautista Moragues Pons                                | PP              |
| 1995-1999   | Juan Bautista Moragues Pons                                | PP              |
| 1999-2003   | Eduardo Julián Monfort Bolufer Jaime Sapena Gual           | CDS-UP PP       |
| 2003-2007   | Juan Bautista Moragues Pons Eduardo Julián Monfort Bolufer | PP BNV          |
| 2007-2011   | Eduardo Julián Monfort Bolufer                             | BNV             |
| 2011        | José F. Chulvi Español                                     | PSPV-PSOE       |

## Patrimoine
- Cap de la Nau
- Phare du Cap de la Nau
- Plage de la Granadella[6]

## Personnalités liées à la commune

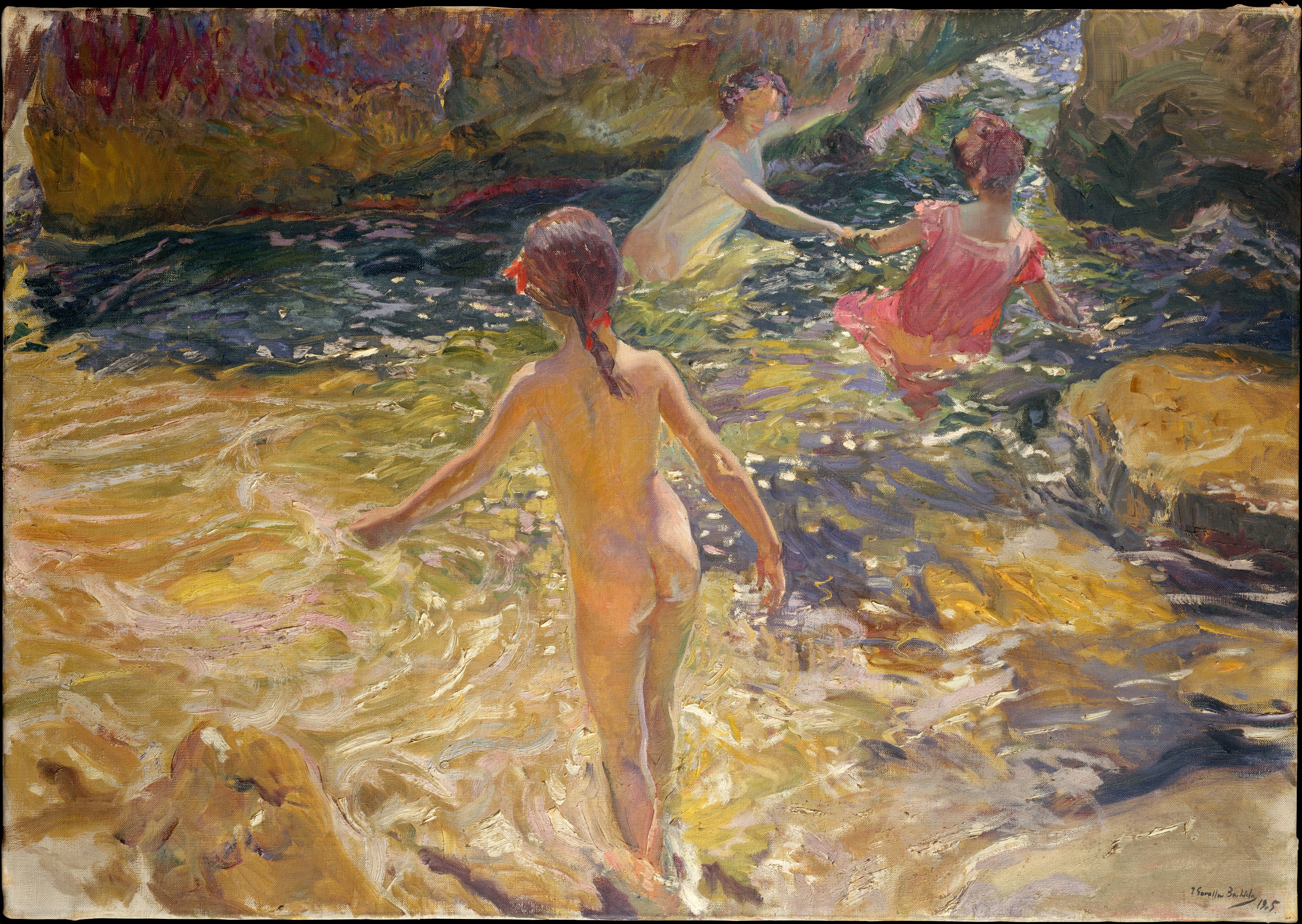
Le Bain, Javea, 1905
Joaquin Sorolla
Metropolitan Museum of Art, New York

- Joaquín Sorolla (1863-1923), peintre originaire de Valence a peint des scènes populaire de Xabia dès 1896. À l'été 1905, il se rend à Xàbia pour réaliser une série de peinture d'enfants nus, dont l'une de ses plus célèbres lui vaut une commande de l'Hispanic Society of America et parmi lesquelles figure notamment Le Bain (Musée Métropolitain, New York)

### Naissance
- David Ferrer, joueur tennis (en 1982) ;
- Xavi Torres, joueur de football (en 1986).

### Mort
- Cristóbal Balenciaga, couturier (en 1972) ;
- Maurice Genevoix, écrivain français (en 1980)

### Résidents
- Christian Caillard, artiste peintre (sa maison reste connue grâce à une toile de Georges-André Klein) ;
- Pedro Duque, spationaute et homme politique.
- Éric Maltaite, auteur de bande dessinée belge.

### Sources
- (es) Cet article est partiellement ou en totalité issu de l’article de Wikipédia en espagnol intitulé « Jávea » (voir la liste des auteurs).